# Pietro De Dominicis
Pietro De Dominicis (Giulianova, 3 gennaio 1920 – Roma, 13 maggio 1990) è stato un politico italiano.